# Tribüne Bergpreis 1970
Der Tribüne Bergpreis 1970 war die 14. Austragung des seit 1957 ausgefahrenen Tribüne Bergpreises in der DDR. Das Eintagesrennen fand am 27. Juni statt.

## Strecke
Start und Ziel lagen in Blankenburg im Harz im Friedrich-Jahn-Sportplatz. Der Kurs führte quer durch den Harz über Hüttenrode und Treseburg und war ein Rundkurs mit je 32 Kilometern Länge, der viermal gefahren wurde. Insgesamt wurden 128 Kilometer absolviert.

## Rennverlauf
Der Tribüne Bergpreis war Bestandteil des internationalen Kalenders für Amateurrennen 1970 der Union Cycliste Internationale (UCI). Veranstalter war der Deutsche Radsportverband der DDR, organisiert wurde das Rennen von der BSG Lok Blankenburg und von der Tageszeitung des FDGB (Tribüne) unterstützt. Am Start waren Radrennfahrer aus Belgien, Ungarn, Bulgarien, der Tschechoslowakei und der DDR. Wegen einer Formschwäche war der zweifache Sieger dieses Rennens Dieter Grabe nicht am Start. Alle anderen Fahrer der DDR-Nationalmannschaft bestritten den Bergpreis. Das Rennen fand bei hochsommerlichen Temperaturen statt. In der dritten Runde bildete sich eine Spitzengruppe von vier Fahrern. 50 Kilometer vor dem Ziel setzte Dieter Gonschorek aus dieser Gruppe zu einer Soloflucht an, die erfolgreich blieb. Bester Belgier war Isidore Weemaes auf dem 8. Rang.
|     | Fahrer              | Verein/Ort           | Zeit (h)       |
| --- | ------------------- | -------------------- | -------------- |
| 01. | Dieter Gonschorek   | ASK Vorwärts Leipzig | 3:32:22        |
| 02. | Bernd Höcke         | SC DHfK Leipzig      | + 3:12 Minuten |
| 03. | Ferenc Keserű       | Ungarn               | + 3:12 Minuten |
| 04. | Gregor Kiritschenko | SC DHfK Leipzig      | + 4:51 Minuten |
| 05. | György Rajnaj       | Ungarn               | + 4:58 Minuten |
| 06. | Rolf Marker         | TSC Berlin           | + 5:03 Minuten |
| 0 … |                     |                      |                |